# Leucothyreus metallicus
Leucothyreus metallicus är en skalbaggsart som beskrevs av Blanchard 1851. Leucothyreus metallicus ingår i släktet Leucothyreus och familjen Rutelidae. Inga underarter finns listade i Catalogue of Life.